# Духовское (Амурская область)
Духовско́е — село в Тамбовском районе Амурской области России. Входит в состав Куропатинского сельсовета.

## Этимология
Село названо в честь Приамурского генерал-губернатора Сергея Михайловича Духовского (1838—1901).

## География
Село Духовское расположено в 10 км от левого берега реки Амур.
Дорога к селу Духовское идёт на юго-запад от районного центра Тамбовского района села Тамбовка (через Раздольное и Куропатино), расстояние — 38 км.
Административный центр Куропатинского сельсовета село Куропатино расположено в 5 км к северу от Духовского.
От села Духовское на юг идёт дорога к селу Муравьевка.

## Население
| 2002 | 2010 | 2012 | 2013 | 2014 | 2015 | 2016 |
| ---- | ---- | ---- | ---- | ---- | ---- | ---- |
| 136  | ↘106 | ↘100 | ↘96  | ↘90  | ↗92  | ↘90  |
| 2017 | 2018 |      |      |      |      |      |
| ↗91  | ↗94  |      |      |      |      |      |

По данным переписи 1926 года по Дальневосточному краю, в населённом пункте числилось 127 хозяйств и 667 жителей (344 мужчины и 323 женщины), из которых преобладающая национальность — украинцы (68 хозяйств).

## Достопримечательности
- Муравьевский парк устойчивого природопользования